# Eulithis festinaria
Eulithis festinaria là một loài bướm đêm trong họ Geometridae.